# Christian Gottfried Daniel Nees von Esenbeck
Christian Gottfried Daniel Nees von Esenbeck (Erbach, una aldea de Odenwald, en el sur de la provincia de Hesse, 14 de febrero de 1776 - Breslau, actualmente Breslavia en Polonia, 16 de marzo de 1858) fue un botánico alemán.

## Biografía
Después de conseguir su doctorado de medicina en 1800, Christian Gottfried  enseña botánica en la Universidad de Erlangen en 1818, después en Bonn en 1819, y en Berlín en 1848.
Christian Gottfried  dirige el Jardín botánico de Erlangen después funda y dirige el Jardín Botánico de Bonn (de 1818 a 1830). En 1816, entra como miembro de la Academia Leopoldina, una de las más prestigiosas Sociedades científicas de Europa. En 1818, es nombrado presidente de la Academia Leopoldina, puesto que conserva hasta su muerte.
Estudió especialmente las algas de agua dulce y las setas.
En 1848, se implica en la vida política de su país. Debido a su oposición al Gobierno, este le retira su puesto de profesor y su pensión. Nacido von Esenbeck murió en la pobreza.
Era hermano de Theodor Friedrich Ludwig Nees von Esenbeck (1787-1837), botánico y farmacólogo alemán.

## Obra
- Beobachtungen und betrachtungen auf dem gebiete des lebens-magnetismus Bremen: C. Schünemann, 1853

- Die allgemeine Formenlehre der Natur 1852

- Synopsis hepaticarum" (con Carl Moritz Gottsche und Johann Lindenberg 1844-1847

- De Cinnamomo disputatio 1843

- Florae Africae australioris illustration monographicae Gramineae 1841

- Die Naturphilosophie 1841

- Adjecta est Lepidagathidis, generis ex Acanthacearum ordine, illustratio monographica Vratislaviae ad Viadrum [Breslau]: Grassii, Barthii, 1841

- Naturgeschichte der europäischen Lebermoose" en "Erinnerungen aus dem Riesengebirge" 1833-38, 4 v.

- Systema Laurinarum 1836

- Hymenopterorum Ichneumonibus affinium monographiae 1834, 2 v.

- Algae, lichenes, hepaticae, en el libro de Carl Friedrich Philipp von Martius Flora Brasiliensis I, pt. 1 Stuttgartiae et Tubingae: Sumptibus J.G. Cottae, 1833

- Genera et species Asterearum 1833

- Genera et species Asterearum 1833

- Agrostologia brasiliensis, seu descriptio graminum in imperio Brasiliensi huc usque detectorum 1829

- Bryologia germanica" (en Hornschuch und Sturm 1823-31, 2 v. y 43 cap.

- Elenchus Plantarum Horti Botanici Bonnensis (con T.F.L. Nees von Esenbeck) (1820)
- Vorlesungen zur Entwickelungsgeschichte des magnetischen Schlafs und Traums 1820

- Handbuch der Botanik. Schrag, Nürnberg 1820 (v. 1–2) Universitäts- und Landesbibliothek Düsseldorf

- Archiv für den thierischen magnetisums ... 1 Altenburg-Leipzig, F. A. Brockhaus [...] 1817

- Das System der Pilze und Schwämme 2 v. 1816

- System der spekulativen Philosophie v. 1

- Die Algen des süßen Wassers, nach ihren Entwickelungsstufen dargestellt" 1814

## Honores

### Eponimia
- (Bombacaceae) Esenbeckia Blume[1]

- (Rutaceae) Esenbeckia Kunth[2]

- (Acanthaceae) Neesiella Sreem.[3]